# Kavelishimwe Abraham
Kavelishimwe Ester Abraham (ur. 7 lutego 2004) – namibijska zapaśniczka walcząca w stylu wolnym. Brązowa medalistka igrzysk afrykańskich w 2023. Czwarta na mistrzostwach Afryki w 2024. Wicemistrzyni Afryki juniorów w 2023 i 2024 roku.  